# Берислав Злоковић
Берислав Злоковић (Београд, 6. март 1952) је српски патолог, академик и инострани члан Одељења медицинских наука Српске академије наука и уметности од 23. октобра 1997.

## Биографија
Завршио је основне студије на Медицинском факултету Универзитета у Београду 1975, докторат на Колеџу Краљице Елизабете 1977. и постдокторске студије на Кингс колеџу 1982. године. Радио је као асистент на Медицинском факултету Универзитета у Београду 1977, као доцент и ванредни професор, као директор Зилка неурогенетичког института на Универзитету Јужне Каролине, као ванредни гостујући професор у Серингтоновој школи за физиологију Универзитета у Лондону 1984—1988, као ванредни професор на Медицинском факултету Универзитета Јужне Каролине 1989. и као директор Лабораторије за неуролошку хирургију на Универзитету Јужне Каролине 1990. године. Одржао је предавање „Васкуларна теорија Алцхајмерове болести” у Српској академији наука и уметности 30. јуна 1998. Члан је уређивачког одбора Neurosurgery. Члан је Краљевског друштва за физиологију и медицину, Друштва за неуронауке, Друштва за офталмологију, Међународног друштва за науку и технологију, члан је борда за неуронауке при Националном институту за здравље и инострани је члан Одељења медицинских наука САНУ од 23. октобра 1997. Добитник је награде за медицину Британског савета 1989, награде „Wellcome Trust”, Шенонове награде Националног института за здравље, Зумбергове награде за иновације у истраживањима 1991, Хуверове награде 1991, сврстан је у листу „Један од најутицајнијих научних умова” седамнаест година заредом (2002—2019) и у 1% најцитиранијих аутора у области неуронаука и бихејвиоралних наука према подацима фондације Томас Ројтерс и Клариват аналитике, добитник је Потамкинове награде Америчке академије неурологије и награде „Мерит” Националног института за здравље.